# Cocina nikkei
La cocina nikkei es un tipo de gastronomía que combina elementos japoneses con peruanos y se agrupa dentro de lo que se conoce como cocina fusión. Etimológicamente,  nikkei es la palabra que se usa para describir a los emigrantes de origen japonés en Perú y a su procedencia.

## Historia

### Inmigración japonesa al Perú
El intercambio cultural entre Japón y Perú comenzó a finales del siglo XIX con la llegada de una nave peruana -que se dedicaba al tráfico de culíes entre Macao y el Callao- al puerto de Yokohama. La primera toma de contacto entre ambos no fue satisfactoria, ya que hubo gran violencia entre los pueblos, firmándose finalmente un Tratado de Paz, Amistad y Comercio el 21 de agosto de 1873.
Los japoneses iniciaron su andadura por tierras peruanas en 1889, dirigidos por Takahashi Korekiyo, que creó la Japan Mining Company. Llegó a Perú para explotar sus minas de plata, pero éstas estaban agotadas, culminando el proyecto en un auténtico fracaso y abandonando sus propuestas industriales en Perú. Tras los primeros años de inmigración al Perú de una población abrumada por los cambios modernizadores durante la Era Meiji, el gobierno japonés en 1885 decidió organizar y dirigir esta migración masiva. Los japoneses que migraron al Perú terminaron trabajando en las haciendas azucareras de la costa norte.

### Gastronomía fusión
Las primeras manifestaciones de la gastronomía peruano-japonesa se dieron a finales del siglo XIX y principios del XX cuando estos trabajadores japoneses contaron con la comunidad china, ya establecida en Perú, para utilizar los insumos, como las verduras asiáticas y la salsa de soya, y para mantener sus tradiciones culinarias. Todos estos ingredientes ya se habían climatizado al entorno geográfico. Por otro lado, las costas peruanas, debido a la corriente de Humboldt, presenta una gran variedad y riqueza de recursos marinos de bajo coste que los japoneses pudieron aprovechar. No solo de pescados, sino también de algas como el yuyo, muy utilizado en las culturas del Pacífico.
Posteriormente, los migrantes japoneses prosperaron en los negocios comerciales, y algunos de ellos se dedicaron a la administración de fondas de comida criolla, donde fusionaron sabores e ingredientes, como el shoyu y el miso. Es en este punto cuando se empiezan a preparar ceviches con toque asiático.
A mediados del siglo XX, Minoru Kunigami, nikkei de segunda generación, fundó en la calle Paruro del centro de Lima la cevichería La Buena Muerte, primer establecimiento de comida nikkei, que se consolida entre los años 1980 y 1990.
Desde finales del siglo XX, la cocina nikkei ha experimentado un crecimiento exponencial, pero se encuentra todavía en evolución. Sin duda, que el reputado chef japonés Nobu Matsuhisa -que tiene restaurantes en ciudades importantes como Los Ángeles, Nueva York, Londres o Milán, entre otras- definiera su cocina como nikkei, la ha hecho reconocida. A partir de ahí, la seña de la cocina nikkei está dejando huella en la gastronomía no solo de Perú, sino de todo el mundo, haciéndose cada vez más famosa.

## Características
La comida nikkei se caracteriza por utilizar la amplia variedad de alimentos con los que cuenta Perú. En 1980, este tipo de comida se afianza y desde ahí, fue reconocida como una comida fusión de ingredientes japoneses y peruanos. Respecto a los peruanos, utilizan algunos básicos como el rocoto -que da el sabor picante-, ají amarillo o el limón. En cambio, la labor japonesa en esta mezcla gastronómica está en la introducción del cultivo de vegetales y especialmente, arroz, en territorio peruano. No solo combinaron productos, sino que los japoneses utilizarían alimentos peruanos para realizar platos tradicionales de su gastronomía. Un ejemplo de ello es el uso de la yuca para la preparación de mochi, que dará lugar al yucamochi, un producto clásico de esta cocina.
Por otro lado, las técnicas que se utilizan son la cocción al vapor y la preparación en crudo. Esta segunda técnica es la utilizada en la elaboración del ceviche fresco.
Esta mezcla de culturas combina el afán japonés de potenciar los sabores de los alimentos con la ideología peruana de utilizar diversos ingredientes para impregnar los platos de gran sabor.

### Platos característicos

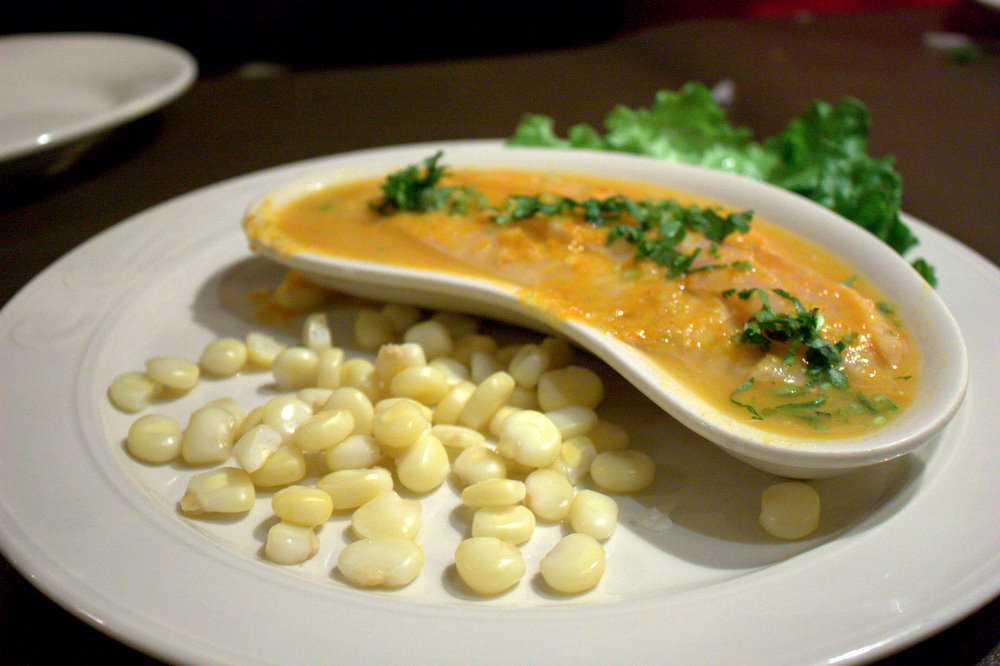
El tiradito, una variación del cebiche, es uno de los platos más característicos de la cocina nikkei.

Uno de los platos más característicos de este tipo de cocina es el tiradito, que es un plato que se realiza con un corte fino del pescado en crudo o sashimi, y posteriormente, se macera o marina con cítricos. De esta manera, consiguen cocinar el pescado con los propios jugos, sin perder el intenso sabor de la materia prima.
Además, utilizan camote, algas y arroz, que son ejemplos del intercambio de influencias entre ambos países. Por otra parte, también tenemos el sudado de pescado, por ejemplo, que contiene ají y es una especie de sopa de pescado. También otros platos representativos muy característicos de la cocina nikkei son la chita a la sal y el pulpo al olivo, inventado por la cocinera Rosita Yimura.
También existen platos criollos modificados con técnicas e ingredientes japoneses, como la papa rellena de marisco, el tamal de cangrejo o el tacu-tacu de marisco. Asimismo, platos japoneses han tomado algunas características de la gastronomía peruana, como el uso del picante y el acevichamiento, como el sushi acevichado.

### Restaurantes
El restaurante Maido, del chef Micha Tsumura, ha sido reconocido en varias ocasiones (de 2016 a 2021) entre uno 10 primeros puestos en Latinoamérica de los 50 mejores restaurantes del mundo.
La principal innovación de Micha Tsumura fue introducir y profundizar la identidad  de  la  comida  peruana  en  la  cocina  nipona  y revalorizar  la  cocina  nikkei.  Su  concepto  para  idear Maido fue cambiando. Al principio, quería hacer algo netamente japonés, pero luego decidió que también tuviera mucho de peruano para que fuera único.